# Coppa del Generalissimo 1975 (pallacanestro maschile)
La Coppa del Generalissimo 1975 è stata la 39ª Coppa del Generalissimo di pallacanestro maschile.

## Squadre
Le squadre qualificate sono le migliori otto classificate della stagione della Liga Española de Baloncesto 1973-1974.

## Tabellone
|  | Quarti di finale  | Quarti di finale  | Quarti di finale | Quarti di finale | Quarti di finale |  |  | Semifinali  | Semifinali  | Semifinali  | Semifinali  | Semifinali |  |  | Finale      | Finale      | Finale |  |
|  |                   |                   |                  |                  |                  |  |  |             |             |             |             |            |  |  |             |             |        |  |
|  | Estudiantes       | Estudiantes       | 90               | 72               | 162              |  |  |             |             |             |             |            |  |  |             |             |        |  |
|  | Vasconia          | Vasconia          | 66               | 90               | 156              |  |  | Estudiantes | Estudiantes | 86          | 92          | 178        |  |  |             |             |        |  |
|  | YMCA Spagna       | YMCA Spagna       | YMCA Spagna      | 0                | 0                |  |  | Manresa     | Manresa     | 70          | 75          | 145        |  |  |             |             |        |  |
|  | Manresa (tav.)    | Manresa (tav.)    | Manresa (tav.)   | 2                | 2                |  |  |             |             |             |             |            |  |  | Estudiantes | Estudiantes | 85     |  |
|  | Círcol Catòlic    | Círcol Catòlic    | 76               | 60               | 136              |  |  |             |             | Real Madrid | Real Madrid | 114        |  |  |             |             |        |  |
|  | Barcellona        | Barcellona        | 88               | 96               | 184              |  |  | Barcellona  | Barcellona  | 66          | 65          | 131        |  |  |             |             |        |  |
|  | Joventut Badalona | Joventut Badalona | 91               | 96               | 187              |  |  | Real Madrid | Real Madrid | 60          | 77          | 137        |  |  |             |             |        |  |
|  | Real Madrid       | Real Madrid       | 91               | 116              | 207              |  |  |             |             |             |             |            |  |  |             |             |        |  |

## Finale
| Arbitri: | José Ángel Gárate Pedro Hernández Cabrera |

|                   |            |                 |
| Sagi-Vela 26      | Punti      | 24 Brabender    |
| Fernando Bermúdez | Allenatori | Pedro Ferrándiz |